# Crayon Shin-chan - Bakumori! Kung Fu Boys: Ramen tairan
Crayon Shin-chan - Bakumori! Kung Fu Boys: Ramen tairan (映画クレヨンしんちゃん 爆盛！カンフーボーイズ ～拉麺大乱～?) è un film d'animazione del 2018 scritto da Kimiko Ueno e diretto da Wataru Takahashi, ventiseiesima pellicola tratta dal celebre franchise Shin Chan.

## Trama
Shin-chan e la sua famiglia si ritrovano coinvolti in una particolare gara di karate nel quartiere cinese della città di Kasukabe.

## Distribuzione
In Giappone la pellicola è stata distribuita dalla Toho a partire dal 13 aprile 2018.